# Charqaoua
Charqaoua (franska: Charqaoua (CR), Charqaoua (Commune Rurale), arabiska: مولاي ادريس زرهون(البلدية)) är en kommun i Marocko.   Den ligger i prefekturen Meknès och regionen Fès-Meknès, i den nordöstra delen av landet, 130 km öster om huvudstaden Rabat. Antalet invånare är 5 540.